# Ponte Nuovo (Ragusa)
Il ponte nuovo, o ponte F. Pennavaria (anche chiamato ponte del Littorio), è uno dei ponti di Ragusa, in Sicilia. Fu il secondo ad attraversare la vallata Santa Domenica diventando l'arteria principale tra il centro storico e la parte di espansione sud della città.

## Storia
Nel 1932, il comune di Ragusa bandì un concorso per la progettazione di un secondo ponte sulla vallata Santa Domenica essendo il ponte dei Cappuccini insufficiente a reggere il traffico dell'epoca. Il concorso fu vinto dal progetto dell'ingegnere Aurelio Aureli di Roma ed i fondi furono reperiti dal sottosegretario del governo Filippo Pennavaria.

## Architettura
L'impalacato del ponte è composto da un ordine di 4 archi a sesto ribassato. La struttura è stata realizzata in cemento armato ricoperto di calcare duro (pietra viva). Nel punto più alto misura quaranta metri, è lungo circa centotrentadue metri e largo circa dieci, oltre i marciapiedi larghi due metri ciascuno. La sede stradale è stata suddivisa in due corsie di marcia a senso unico ed un'area laterale (lato est) dedicata alla sosta organizzata a spina di pesce. Il ponte è sempre stato interessato da un considerevole traffico automobilistico.